# Malaquiferus tourteloti
Il malaquifero (Malaquiferus tourteloti) è un mammifero artiodattilo estinto, appartenente agli oromericidi. Visse nell'Eocene medio (circa 45 - 40 milioni di anni fa) e i suoi resti fossili sono stati ritrovati in Nordamerica.

## Descrizione
Vagamente simile a un tragulo sia per aspetto che per dimensioni, questo animale era un tipico tilopode arcaico simile al ben noto Protylopus. Rispetto a quest'ultimo, Malaquiferus possedeva una scatola cranica più allungata e orbite più grandi. Lo smalto dentario era particolarmente rugoso. I molari superiori erano più larghi che lunghi, con tubercoli esterni muniti di coste labiali fortemente sviluppate; il mesostilo era ben distinto, mentre il parastilo e il metastilo erano deboli. Il secondo e il terzo molare superiore erano di grandezza quasi identica.

## Classificazione
Malaquiferus tourteloti è stato descritto per la prima volta da Gazin nel 1955, sulla base di resti fossili ritrovati in terreni dell'Eocene medio del Wyoming. Altri fossili attribuiti a Malaquiferus sono stati ritrovati in Saskatchewan e in Texas. Malaquiferus è un rappresentante degli oromericidi, un gruppo di tilopodi arcaici vicini all'origine dei camelidi ma dotati di specializzazioni dentarie differenti.